# Église Notre-Dame de Lapa des Marchands de Rio de Janeiro
Pour les articles homonymes, voir Église Notre-Dame.
L'église de Nossa Senhora da Lapa dos Mercadores est située sur la Rua do Ouvidor, dans le centre-ville de Rio de Janeiro, au Brésil.

## Histoire
Le temple remonte à un petit oratoire construit en 1743 par des marchands et des habitants de la région, au coin d'une maison sur le tronçon devant la Rua da Cruz (derrière l'actuelle église de Santa Cruz dos Militares), sous l'invocation de Nossa Senhora da Lapa des Marchands . Quelques années plus tard, le 20 juin 1747, ces marchands s'unirent et formèrent une confrérie pour construire un temple sous l'invocation de Notre Dame de Lapa, également connu sous le nom d'« Église des marchands ».
La disposition royale pour sa construction fut émise le 4 novembre de la même année et, en décembre suivant, les fondations du temple furent posées. Les travaux progressent rapidement, si bien que le 6 août 1750, la partie du temple prête pour le culte est consacrée. De 1753 à 1755, les travaux se poursuivirent jusqu'à son achèvement. La décoration intérieure est achevée en 1766.
Dans la seconde moitié du XIXe siècle, entre 1869 et 1879, l'église subit d'importants travaux de remaniement.
Lors du déclenchement de la deuxième révolte de la marine brésilienne, un coup de feu tiré par le cuirassé Aquidabã atteint le clocher de l'église (le 25 septembre 1893), renversant la statue faisant allusion à la religion, qui, bien qu'elle soit tombée de plus de 25 mètres de hauteur, a subi peu de dégâts, considérés comme miraculeux à l'époque. La statue et le projectile qui l'a frappée sont maintenant exposés dans la sacristie. Le premier carillon de la ville a ensuite été installé dans la tour, avant celui de l'église de São José.

## Description
De petite taille, elle a un plan elliptique.
La décoration intérieure est de couleurs vives, conformément au goût de la classe commerciale, de style rococo tardif. La sculpture sur bois d'Antônio de Pádua e Castro, se confond avec les stucs, exécutés par Antônio Alves Meira. Ce dernier était issu d'une famille de plâtriers, dont le frère avait travaillé à l'intérieur de l'église de la Candelária.